# Heather Small
Heather Small (ur. 20 stycznia 1965 w Londynie) – brytyjska piosenkarka, wykonawczyni muzyki soul oraz R&B.
Karierę rozpoczęła na początku lat 90., współtworząc zespół M People, z którym nagrała m.in. największy przebój grupy "Moving On Up". W 1998 artystka zdecydowała się na działalność solową. W 2000 wydała swój pierwszy album pt. Proud oraz singiel pod tym samym tytułem. Płyta doszła do 12. miejsca brytyjskiej listy "UK Albums Chart" i osiągnęła status złotej płyty w Wielkiej Brytanii. W 2006 wydała drugi solowy album "Close to miracle".
W 2005 z M People nagrała płytę zawierającą wybór utworów grupy. 24 lipca 2006 wydała swój drugi album solowy, który jednak nie odniósł sukcesu.
W 2008 wzięła udział w VI edycji Strictly Come Dancing z Brianem Fortuną, zajmując 9. miejsce.

## Dyskografia

### Albumy
- 2000 – Proud
- 2006 – Close to a Miracle

### Single
- 2000 – "Proud"
- 2000 – "Holding On"
- 2000 – "You Need Love Like I Do" (z Tomem Jonesem)
- 2005 – "Proud"
- 2006 – "Radio On"
- 2006 – "Close to a Miracle"
- 2007 – "Luna"